# Lepidosaphes ulmi
Cochenille virgule du pommier
Espèce
La cochenille virgule du pommier (Lepidosaphes ulmi) est une espèce d'insectes hémiptères de la super-famille des Coccoidea.